# Jonas Reckermann
Jonas Reckermann (Rheine, 26 mei 1979) is een voormalig Duits beachvolleyballer. Met Julius Brink werd hij in 2009 wereldkampioen en in 2012 olympisch kampioen. Daarnaast heeft hij viermaal de Europese titel en vijfmaal de Duitse titel gewonnen.

## Carrière

### 2000 tot en met 2005
Reckermann werd in 2000 met David Klemperer Europees kampioen U23 in Riccione. Het jaar daarop vormde hij een duo met Markus Dieckmann met wie hij tot 2005 zou spelen. Het duo eindigde in 2001 op de negende plaats bij de WK in Klagenfurt en deed verder aan acht toernooien in de World Tour mee met als beste resultaat een vijfde plek in Vitória. Daarnaast wonnen ze de Duitse titel door Oliver Oetke en Andreas Scheuerpflug in de finale te verslaan. Dieckmann en Reckermann werden in 2002 Europees kampioen in Bazel ten koste van de Zwitserse broers Martin en Paul Laciga. In de World Tour haalde het duo het podium in Berlijn en de top tien in Stavanger, Marseille en Klagenfurt. Bij de nationale kampioenschappen eindigden ze als derde. In 2003 speelden Dieckmann en Reckermann acht FIVB-toernooien waarbij ze zevenmaal in de top tien eindigden en in Gstaad en Mallorca op de tweede plaats. Het duo wist hun Europese titel in Alanya niet te prolongeren in de finale tegen het Oostenrijkse duo Nik Berger en Clemens Doppler. Bij de WK in Rio de Janeiro bereikten ze de zestiende finale en bij de Duitse kampioenschappen verloren ze de finale van Christoph Dieckmann en Scheuerpflug.
Het jaar daarop wisten Dieckmann en Reckermann bij negen van de tien toernooien in de World Tour in de top tien te eindigen en werd er gewonnen in Berlijn en Rio de Janeiro. Bovendien werden ze in Timmendorfer Strand voor de tweede keer Europees kampioen door de Zwitsers Markus Egger en Sascha Heyer in de finale te verslaan. Bij de Olympische Spelen in Athene ging het duo als groepswinnaar door, maar werd het in de achtste finale uitgeschakeld door het Amerikaanse duo Daxton Holdren en Stein Metzger. In 2005 won Reckermann met Dieckmann brons op de EK in Moskou en eindigde het duo als negende bij de WK in Berlijn. Bovendien werden Dieckmann en Reckmann voor de tweede keer nationaal kampioen. Ze speelden verder zes toernooien in de World Tour met enkel toptiennoteringen en driemaal een podiumplaats. Reckermann kwam daarnaast uit met Mischa Urbatzka in Gstaad en met Eric Koreng in Klagenfurt.

### 2007 tot en met 2012

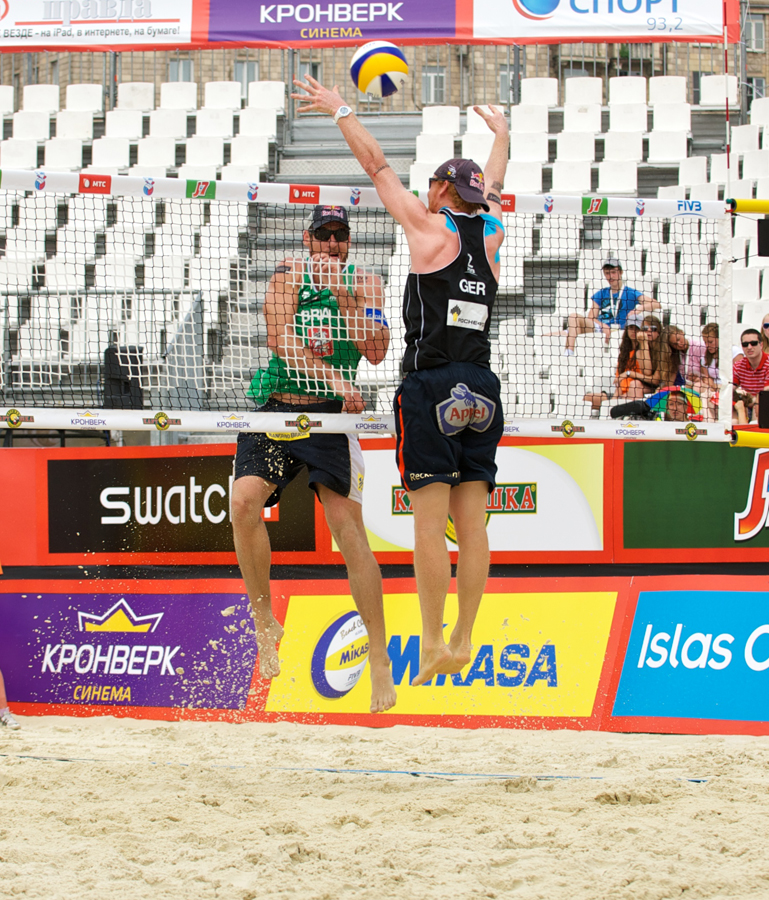
Reckermann (voor) maakt een blokkerende actie tijdens de Grand Slam in Moskou (2012) tegen Alison.

Na een onderbreking van een jaar als gevolg van een rugblessure vormde Reckermann van 2007 tot en met 2008 een vast duo met Urbatzka. In hun eerste seizoen speelden ze twaalf World Tour-toernooien met als beste resultaat een tweede plaats in zowel Kristiansand als Åland. Bij de WK in Gstaad kwam het duo niet verder dan de zestiende finale waar het werd uitgeschakeld door de Australiërs Andrew Schacht en Joshua Slack. In 2008 eindigden Reckermann en Urbatzka bij elf van de dertien FIVB-toernooien in de top tien met podiumplaatsen in Stavanger, Guaruja en Dubai. Bij de EK in Hamburg werd het duo negende.
Van 2009 tot en met 2012 speelde Reckermann samen met Julius Brink. Het duo won in hun eerste jaar de wereldtitel in Stavanger ten koste van de Brazilianen Harley Marquez en Alison Cerutti. In de World Tour werden verder overwinningen geboekt in Rome, Gstaad en Moskou en podiumplaatsen behaald in Shanghai, Marseille, Stare Jabłonki en Åland, waarna Brink en Reckermann ook de eindzege in de World Tour grepen. Bij de EK in Sotsji eindigden ze als vierde nadat ze de wedstrijd om het brons van het Spaanse duo Adrián Gavira Collado en Pablo Herrera Allepuz verloren hadden. In 2010 speelde het duo acht toernooien waarin ze zevenmaal de top tien haalden en vijfmaal het podium. Bij de EK in Berlijn werden ze in de achtste finale uitgeschakeld.
Het jaar daarop eindigden Brink en Reckermann bij negen van de negen toernooien in de top tien en won het duo de bronzen medaille bij de WK in Rome na een overwinning op het Letse duo Mārtiņš Pļaviņš en Jānis Šmēdiņš. In Kristiansand werd het duo Europees kampioen door hun landgenoten Jonathan Erdmann en Kay Matysik in de finale te verslaan. In 2012 wonnen Brink en Reckermann ten koste van het Braziliaanse duo Alison en Emanuel Rego de gouden medaille op de Olympische Spelen in Londen, waarmee ze de eerste Europese olympisch kampioenen beachvolleybal waren. Daarnaast prolongeerden ze in Den Haag hun Europese titel tegen het Nederlandse duo Emiel Boersma en Daan Spijkers. In 2013 beëindigde Reckermann zijn sportieve carrière vanwege gezondheidsredenen.

## Palmares
Kampioenschappen
- 2000:  EK U23
- 2001:  NK
- 2002:  EK
- 2002:  NK
- 2003:  EK
- 2003:  NK
- 2004:  EK
- 2004: 9e OS
- 2005:  NK
- 2009:  WK
- 2009:  NK
- 2010:  NK
- 2011:  WK
- 2011:  EK
- 2011:  NK
- 2012:  OS
- 2012:  EK

FIVB World Tour
- 2002:  Berlijn Open
- 2003:  Gstaad Open
- 2003:  Mallorca Open
- 2004:  Budva Open
- 2004:  Gstaad Open
- 2004:  Grand Slam Berlijn
- 2004:  Rio de Janeiro Open

- 2005:  Zagreb Open
- 2005:  Espinho Open
- 2005:  Stare Jabłonki Open
- 2007:  Kristiansand Open
- 2007:  Åland Open
- 2008:  Grand Slam Stavanger
- 2008:  Guaruja Open
- 2008:  Dubai Open
- 2009:  Shanghai Open
- 2009:  Rome Open
- 2009:  Grand Slam Gstaad
- 2009:  Grand Slam Moskou
- 2009:  Grand Slam Marseille
- 2009:  Stare Jabłonki Open
- 2009:  Åland Open
- 2009:  FIVB World Tour
- 2010:  Shanghai Open
- 2010:  Mysłowice Open
- 2010:  Grand Slam Moskou
- 2010:  Praag Open
- 2011:  Shanghai Open
- 2011:  Grand Slam Peking
- 2011:  Grand Slam Stavanger
- 2011:  Grand Slam Gstaad
- 2011:  Grand Slam Klagenfurt
- 2011:  Agadir Open